# Арнуль де Рюминьи
Арнуль де Рюминьи (фр. Arnoul de Rumigny, Arnold van Rummen; не ранее 1319 — 5 мая 1373) — граф Шини (под именем Арнуль IV) и титулярный граф Лоона (под именем Арнуль VI) в 1362—1364 годах, сеньор Руммена (Рюминьи) и Кватбеке, великий бальи Брабанта с 1357 года.

## Биография
Родился не ранее 1319 года. Сын Гильома д’Орейля (ум. 1334 после 25 сентября), сеньора де Рюминьи, и его жены Жанны де Лооз, дочери Арнуля V, графа Лоона и Шини.
В 1336 году после смерти дяди — Луи IV, графа Лоона и Шини, предъявил права на наследство. Но сюзерен графства Лоон епископ Льежа Адольф де Ла Марк (1288—1344) поддержал кандидатуру другого племянника — Дитриха фон Хайнсберга. При этом он не воспользовался условиями договора от 1190 года, по которым в случае отсутствия прямых наследников Лоон переходил Льежу. Вероятно, сыграло роль то обстоятельство, что Дитрих фон Хайнсберг был мужем его сестры Кунигунды де Ла Марк.
Следующий епископ, Эберхард де Ла Марк, уже был родственником очень дальним. И когда Дитрих фон Хайнсберг в 1361 году умер бездетным, прелат объявил Лоон собственностью епархии.
Двоюродный брат и наследник покойного Готфрид фон Хайнсберг 25 января 1362 года продал Арнулю де Рюминьи графство Шини и все права на графство Лоон.
Тот обратился за поддержкой к императору Карлу IV и 25 декабря того же года заложил ему свои права на Лоон для финансирования военной операции. Но попытка отвоевать Лоон была безуспешной.
Стеснённый в средствах, Арнуль де Рюминьи 16 июня 1364 года продал графство Шини герцогу Люксембурга Венцеславу за 16 тысяч золотых флоринов.
Вопрос с Лооном был решён договором от 23 сентября 1366 года с князем-архиепископом Льежа Жаном д’Аркелем. Арнуль де Рюминьи полностью отказался от всех притязаний в обмен на денежную компенсацию.

## Семья
Он был женат (с не ранее 1346 года) на Елизавете Фландрской, даме де Сомергем, внебрачной дочери графа Невера Людовика Фландрского, вдове Симона ди Мирабелло, барона де Перувез и де Беверн. Детей в этом браке не было.
Внебрачные дети:
- Жанна д’Орейль, дама де Руммен (Рюминьи)
- Арнуль д’Орейль (ум. не ранее 1382), сеньор де Эмрикор
- Никола д’Орейль.